# Jaya Sakti (Simpang Pematang)
Jaya Sakti is een bestuurslaag in het regentschap Mesuji van de provincie Lampung, Indonesië. Jaya Sakti telt 1733 inwoners (volkstelling 2010).